# Mbaa
Mbaa (ou Mba) est une localité du Cameroun située dans le département du Donga-Mantung et la Région du Nord-Ouest, à proximité de la frontière avec le Nigeria. Elle fait partie de la commune de Nkambé.

## Population
En 1970, la localité comptait 832 habitants, dont la plupart appartenaient au clan Warr. 
Lors du recensement national (3e RGPH) de 2005, la population s'élevait à 2 201 personnes.